# Stefano Giantorno
Stefano Giantorno (27 de setembro de 1991) é um jogador de rugby sevens e union brasileiro.

## Carreira
Giantorno integrou o elenco da Seleção Brasileira de Rúgbi de sete que ficou em 12.° lugar na Rio 2016.